# Джуниър Джак
Вито Лученте (на италиански: Vito Lucente), по-известен като Джуниър Джак (Junior Jack), е продуцент на хаус и диджей, роден в Италия, но практикуващ в Белгия. Добре познат е със синглите си „My Feeling“, „Thrill Me (Such A Thrill)“, „E Samba“, „Stupidisco“ и „Da Hype“ (с вокалите на Робърт Смит от рок групата Кюър).
Работил е и с диско-музиканта Оливър Чийтъм под името Room 5, като достигат номер 1 в UK's Top 40 charts и в много други европейски денс-чартове с песента „Make Luv“. Песента е римейк на „(Get Down) Saturday Night“. През 2003 самостоятелната му песен „E-Samba“ става вторият най-голям клубен хит. Ремиксирал е и много парчета на Уитни Хюстън, Моби, Боб Синклер и др.

## Биография
Живее в Белгия в юношеските си години. В първите години продуцира няколко есид хаус и евроденс проекта, предимно в сътрудничество с Ерик Имхаузер. По-известният му проект обаче е като продуцент на синтпоп /рап групата Бени Би с вокалисти Амид Гарбауи, диджей Деди Кей и танцьора Серж "Пърфект" Нюе. Той напуска групата след втория албум и не продуцира последния им сингъл.
През 1995 г изоставя евроденса и приема името „Мистър Джак“ ("Mr. Jack"), което по-късно става „Джуниър Джак“, занимавайки се с хаус музика. Влиза в топ 40 на Обединеното кралство със синглите „My Feeling“, „Thrill Me (Such a Thrill)“, „E Samba“, „Dare Me (Stupidisco)“ и „Da Hype“, като последният включва вокалите на Робърт Смит от Кюър и използва семпли от "I'm So Hot for You" на Боби Орландо. Албумът му Trust It е издаден с одобрението на критиката. „My Feeling“ и „Stupidisco“ са изградени около вокални семпли от съответно „ Saturday Love“ на Алигзандър О'Нийл и Шерел и „ Dare Me“ на Пойнтър Систърс . Последният му сингъл е римейк на "Dare Me (Stupidisco)", с вокали от Шена, който достигна номер 20 в класацията за сингли в Обединеното кралство на 25 февруари 2007 г.
Работи и с диско изпълнителя Оливър Чийтам под името Room 5, достигайки номер едно в класацията за сингли в Обединеното кралство със сингъла от 2003 г. „Make Luv“  (който използва семпли от песента на Чийтам „Get Down Saturday Night“). „Make Luv“ в крайна сметка е сертифициран като платинен от Британската фонографска индустрия през 2022 г.
Като ремиксер той преработва песни за изпълнители като Уитни Хюстън, Моби, Бон Синклер и Утада. Той работи много в тази област с партньора си Кид Крем.

## Дискография

### Албуми
- 1990 L'Album, като Benny B
- 1992 Perfect, Daddy K Et Moi, като Benny B
- 1992 Walakota, като Wamblee
- 2003 Music & You, като Room 5
- 2004 Trust It, като Junior Jack

### Сингли

#### Като Junior Jack
- 1999 My Feeling, 12"
- 2000 U Look Fantastic
- 2022 Thrill Me, 12"
- 2003 E Samba, 12"
- 2003 E Samba (Remixes), 12"
- 2003 Da Hype / Stupidisco, 12"
- 2004 Stupidisco (Remixes), 12"
- 2006 See You Dancin'
- 2006 Dare Me (Stupidisco)
- 2007 Rocktron/ Life

#### Като Room 5
- 2001 "Make Luv" (с Оливър Чийтам)
- 2003 "Make Luv" (re-release) (с Оливър Чийтам)
- 2003 "Music & You" (с Оливър Чийтам)
- 2003 "Think About U"
- 2004 "U Got Me"
- 2005 "Make Luv (The 2005 Mixes)" (с Оливър Чийтам)

#### Като Mr Jack
- 1995 "Only House Muzik"
- 1996 "Wiggly World"
- 1997 "The Wiggly World 2 (Jack Is the One)" (с Бренда Едуардс)
- 1997 "I Know" (с Оливие Госие)
- 1998 "Back from Hawaii EP" (с Оливие Госие)
- 1999 "Start!" (с Оливие Госие)
- 1999 "Only House Muzik - Remixes '99"
- 1999 "Voodoo Curse" (с Оливие Госие)

#### Като Benny B
Сътрудничество с Amid Gharbaoui, Daddy K и Richard Quyssens
- 1990 "Vous êtes fous !"
- 1990 "Qu'est-ce qu'on fait maintenant ?"
- 1991 "Dis-moi bébé"
- 1991 "Parce qu'on est jeunes"
- 1992 "Dix neuf huit..."
- 1992 "Est-ce que je peux"
- 1993 "Je t'aime à l'infini" (с Eric Imhauser, Gregg Wakson, David Linx и François Gery)

#### Като Latino Brothers productions
Сътрудничество с Terry Logist
- 1990 "Move It!", as One Shot
- 1993 "Don't Miss the Party", as One Shot
- 1993 "The Musik", as Latino Brothers
- 1994 "Can You See It", as Kaf'e
- 1994 "I'm in Love", as Fresh Mould
- 1995 "Come with Me", as Latino Brothers
- 1996 "Back in Town EP", as Kaf'e
- 1996 "Fantasy", as Kaf'e
- 1998 "Can You See It '98", as Kaf'e
- 2004 "Carnaval", as Latino Brothers

#### Като Hugh K.
Сътрудничество с Hugh Kanza и Eric Imhauser
- 1992 "Georgia On My Mind"
- 1993 "Shine On"
- 1994 "One More Time"
- 1995 "Shine On (Unreleased Dubs)"
- 1996 "Higher"

#### Други
- 1990 "Cocco Di Mamma", като Don Vito
- 1990 "Mais Vous Etes Sottes", като Suzy D (сRichard Quyssens, François Gery и Alain Deproost)
- 1991 "No Name", като F&V (с Frank Sels)
- 1991 "Anitouni", като Wamblee (с Francesco Palmeri)
- 1991 "Wa Na Pi", as Warble (с Francesco Palmeri)
- 1992 "I'm Sorry (Désolé Madame)", като R.I.P. (с Richard Quyssens и Eric Imhauser)
- 1992 "Atomico", като Redline (с Eric Imhauser)
- 1992 "It's Time to Sleep", като Nitrogena (с Eric Imhauser)
- 1993 "Jumping", като Redline (с Eric Imhauser)
- 1993 "Get to You", като Logic Dream (с F. Spindler)
- 1994 "4 U/Just Deep", като Deep Walker
- 1994 "Strange Day", като Marocco
- 1994 "People", като Family Groove
- 1995 "Fuori uno", албум с лейбъла EMI, като DON VITO, със сингъла "Grazie a chi".
- 2001 "We Loved", като E-People (с Frank de Gryse и C. Robert Walker)
- 2001 "Tool #1", като Private Tools (с Kid Creme)
- 2002 "Chasing", като Maphia Ltd. (с Kid Creme)
- 2003 "Hidden Sun/Good Times", като Soho
- 2003 "Excuse Me!", като Nu Rican Kidz
- 2003 "Hold Me Up", като Glory (с Frank de Gryse and Jocelyn Brown)
- 2005 "Tool #2", като Private Tools (с Kid Creme)